# Mauricio Isla
Mauricio Aníbal Isla Isla, čilenski nogometaš, * 12. junij 1988, Buin, Čile.
Isla je zelo raznovrsten igralec, saj je sposoben igrati na naslednjih položajih: levi bočni branilec, desni bočni branilec, centralni branilec, krilni vezist in centralni vezist. Trenutno je član čilenskega kluba Universidad Católica. Nastopa pa tudi za čilensko reprezentanco.

## Klubska kariera

### Zgodnja leta
Isla je svojo kariero pričel v mladinskem pogonu čilenskega kluba Universidad Católica.  Sprva je igral na položaju napadalca, a se je zaradi svoje višine sčasoma preselil v obrambo, v kateri je zablestel.  Leta 2007 je zapustil mladinske vrste in podpisal svojo prvo profesionalno pogodbo.

### Udinese
Isla je poleti 2007 s svojimi predstavami navdušil na Svetovnem U20 prvenstvu v Kanadi. Ogledniki italijanskega Udineseja so ga še tisto poletje pripeljali v svoje vrste in z njim podpisali 5-letno pogodbo. Po svojih igralskih lastnostih se Isla še najbolj ujema s stereotipom južnoameriških centralnih branilcev, ki zmorejo z obrambno naravnanostjo igrajo tudi na krilu, podobno kot Roberto Carlos ali Cafu. V obrambi in napadu je enako močan, znan je tudi po hitrih prehodih v protinapad. Svoje tehnične sposobnosti dopolnjuje s hitrostjo in vzdržljivostjo. V vrstah Udineseja je Isla debitiral 19. decembra 2007 proti Palermu v okviru italijanskega pokalnega tekmovanja Coppa Italia. 8. marca 2008 je svojo prvo tekmo odigral tudi v italijanskem prvenstvu, znova proti Palermu. Na tekmah, ki jih je za klub iz Vidma začel v prvi postavi, je večinoma igral na položaju centralnega branilca, občasno se je pojavil tudi v vlogi krilca ali centralnega vezista.

## Reprezentančna kariera

### Do 20 let
Isla je s čilensko izbrano vrsto sodeloval na Južnoameriškem mladinskem prvenstvu 2007, skozi katerega se je Čile tudi uvrstil na Svetovno prvenstvo v nogometu do 20 let 2007.  Na tem prvenstvu je Isla ugledal pozornost svetovne javnosti, ki ga je prepoznala predvsem zavoljo njegove spretnosti z žogo in njegove vsestranskosti. Bil je eden ključnih igralcev Čila in z ekipo se je prebil celo do tretjega mesta. Na četrtfinalni tekmi proti Nigeriji so čilenske vrste močno razredčile poškodbe, tako da je Isla ves čas menjal svoj položaj in je v celotni tekmi igral na mestih branilca, vezista in napadalca. Ko se je tekma brez zadetka na kateri koli strani potegnila v podaljšek, se je situacija za Čilence zdela brezizhodna, saj je celotna ekipa delovala sila izmučeno. Kljub temu so v podaljšku kar štirikrat zatresli mrežo Nigerijcev, dvakrat se je med strelce vpisal Isla, od tega je bil enkrat natančen z enajstmetrovke. Po vsakem golu je Isla stekel h kameri in gola posvetil svoji babici in teti, ki je bila noseča. S prikazanim na celotnem turnirju si je Isla priboril prestop v Evropo k Udineseju. Njegov debi v italijanskem prvenstvu je tako prišel pred debijem v čilenskem prvenstvu, kar je za Čilenca dokaj redek pojav.

### Članska reprezentanca
Zanimivo je, da je Isla v reprezentančnem dresu prvič nastopil, še preden je odigral svojo prvo profesionalno tekmo.  Novi selektor čilenske izbrane vrste Marcelo Bielsa ga je namreč vpoklical za prijateljsko tekmo proti Švici septembra 2007. Selektor Bielsa ga je od tedaj na igrišče pošiljal vedno pogosteje in Isla je nastop na prvi pravi tekmovalni tekmi doživel 29. marca 2009 na tekmi kvalifikacij za Svetovno prvenstvo 2010 proti Peruju. Nekaj dni kasneje je v prvi postavi začel tudi tekmo proti Urugvaju, na kateri pa je moral igrišče po dveh hitrih rumenih kartonih zapustiti že v 33. minuti. Tekma se je nato končala brez zadetkov. Selektor Bielsa ga je maja 2010 uvrstil med potnike na Svetovno prvenstvo v JAR in Isla je 16. junija 2010 odigral vseh 90 minut tekme prvega kroga proti izbrani vrsti Hondurasa. To je bil zanj 11. nastop v dresu z državnim grbom, Čile pa je tekmo dobil z rezultatom 1-0.

## Statistika

### Klubska statistika
Od 3. novembra 2009
| Klub    | Sezona  | Liga    | Liga | Pokal   | Pokal | Evropa  | Evropa | Skupaj  | Skupaj |
| Klub    | Sezona  | Nastopi | Goli | Nastopi | Goli  | Nastopi | Goli   | Nastopi | Goli   |
| ------- | ------- | ------- | ---- | ------- | ----- | ------- | ------ | ------- | ------ |
| Udinese | 2007/08 | 10      | 0    | 3       | 0     | –       | –      | 13      | 0      |
| Udinese | 2008/09 | 32      | 0    | 1       | 0     | 10      | 0      | 43      | 0      |
| Udinese | 2009/10 | 18      | 1    | 0       | 0     | –       | –      | 18      | 1      |
| Skupaj  | Skupaj  | 60      | 1    | 4       | 0     | 10      | 0      | 74      | 1      |

## Dosežki

### Reprezentanca
- Čile
  - Svetovno prvenstvo v nogometu do 20 let:
    - 3. mesto: 2007